# Gonyleptinaeincertaesedis
Gonyleptinaeincertaesedis es un género de arácnido  del orden Opiliones de la familia Gonyleptidae.

## Especies
Las especies de este género son:
- Gonyleptinaeincertaesedis dupius
- Gonyleptinaeincertaesedis albipunctatus
- Gonyleptinaeincertaesedis asperulus
- Gonyleptinaeincertaesedis auricola
- Gonyleptinaeincertaesedis bimaculatus
- Gonyleptinaeincertaesedis calcaratus
- Gonyleptinaeincertaesedis dubius
- Gonyleptinaeincertaesedis frontalis
- Gonyleptinaeincertaesedis gonypernoides
- Gonyleptinaeincertaesedis hamiferus
- Gonyleptinaeincertaesedis pygoplus